# كارلوس فياغران
كارلوس فياغران إسلابا (من مواليد 12 يناير 1944 ، مكسيكو سيتي) (الأسبانية:Carlos Villagrán Eslava) ، هو ممثل مكسيكي وكوميدي. تم تقديره لأدائه كـ «فيديريكو» في إل شافو ديل أوتشو.

## روابط خارجية
- كارلوس فياغران على موقع IMDb (الإنجليزية)
- كارلوس فياغران على موقع قاعدة بيانات الفيلم (الإنجليزية)
- كارلوس فياغران على موقع كينوبويسك (الروسية)